# Lewis McKenzie
Pour les articles homonymes, voir McKenzie et MacKenzie.
À ne pas confondre avec le général canadien Lewis MacKenzie.
Lewis McKenzie, né le 7 octobre 1810 à Alexandria et mort le 28 juin 1895 dans la même ville, est un homme politique américain, marchand et directeur de réseau de chemin de fer de la Virgnie, maire d'Alexandria de 1861 à 1863 et représentant des États-Unis pour la Virginie en 1863, puis de 1870 à 1871.